# Uszka
Uszka là một thị trấn thuộc hạt Szabolcs-Szatmár-Bereg, Hungary. Thị trấn này có diện tích 7,36 km², dân số năm 2010 là 380 người, mật độ 52 người/km².